# Церква Покрови Пресвятої Богородиці (Гнилиці)

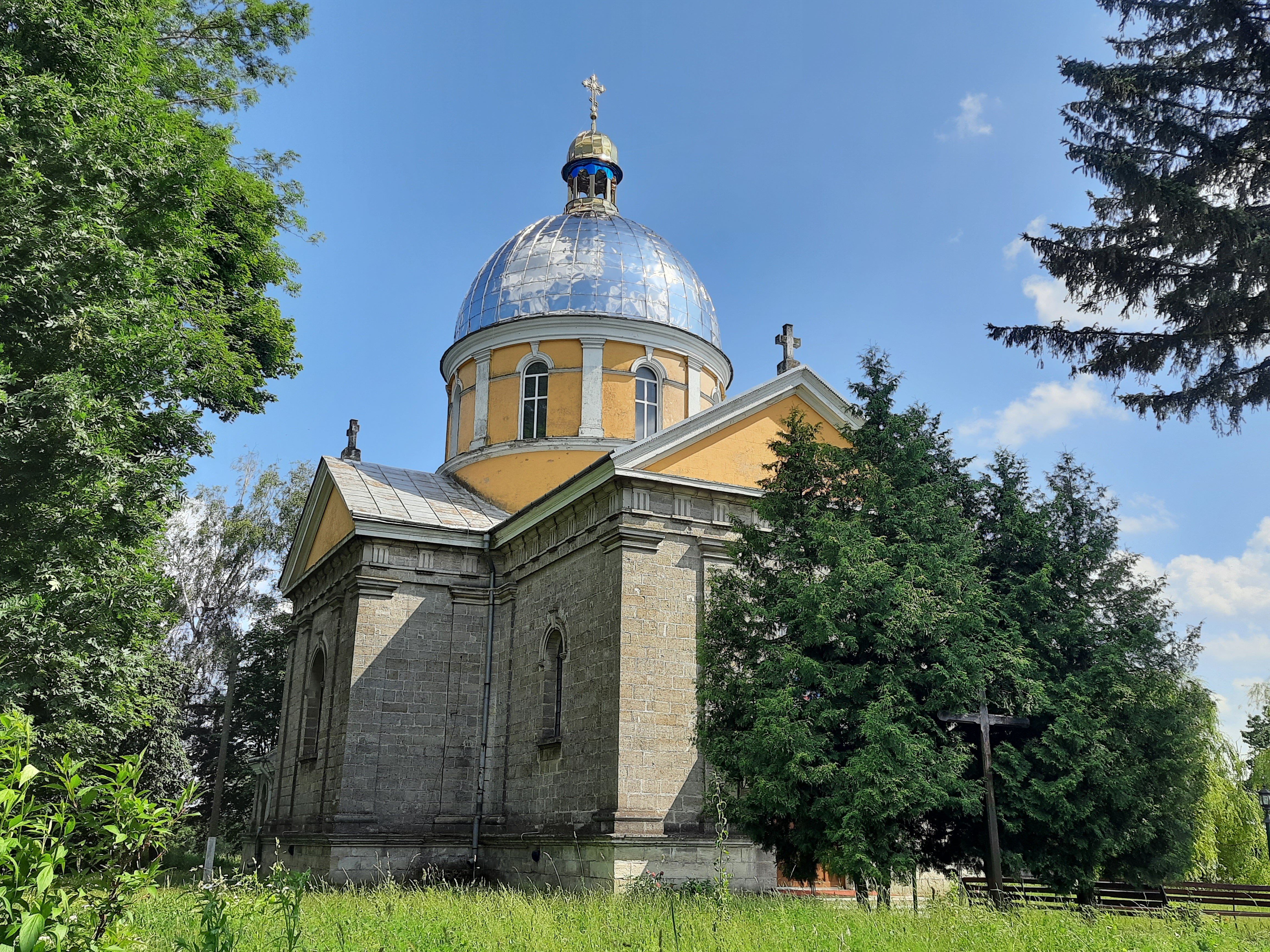
Церква Покрови Пресвятої Богородиці

Церква Покрови Пресвятої Богородиці в Гнилицях — парафія і храм греко-католицької та православної громад у селі Гнилиці Тернопільського району Тернопільської области.
Оголошена пам'яткою архітектури місцевого значення.

## Історія церкви
У селі раніше стояла дерев'яна церква, але її рік побудови невідомий. У 1902 році в Гнилицях збудували мурований храм Покрови Пресвятої Богородиці з тесаного каменю за проєктом архітектора Василя Нагірного. Дерев'яну церкву розібрали та перевезли до села Бутлів Лановецького району, де вона збереглася.
У 1946 році отець Максим Хома разом з парафіянами перейшов до московського православ'я і продовжував служити у церкві.
У 1961 році храм закрили, а 12 січня 1963 року рішенням виконкому Тернопільської обласної ради передали під спортзал. Наприкінці 1988 року, за рік до легалізації УГКЦ, церкву відкрила державна влада і направила туди православного священника. Після виходу УГКЦ з підпілля в березні 1992 року в селі знову утворили та зареєстрували греко-католицьку громаду, яку підтримала лише половина жителів. Через спротив православної громади, греко-католики 15 років не могли домогтися права на почергове користування храмом. Лише у 2007 році, у Хрестопоклінну Неділю, греко-католицький священник о. Михайло Валійон відслужив тут першу Службу Божу.
У 1999—2000 роках за кошти парафіян збудували проборство. У 2004—2005 роках Леся та Ярослава Млинки пожертвували кошти на Хресну Дорогу для храму.
10 квітня 2007 року на парафії відбулася візитація єпарха Тернопільсько-Зборівського владики Василія Семенюка.
На території церковного подвір'я є могила Січовим Стрільцям, яку відновили та освятили у 1991—1992 роках.

## Парохи
УГКЦ
- о. Максим Хома (1921—?),
- о. Михайло Валійон (з 6 березня 2007).

ПЦУ
- о. Богдан Гузій (з 11 грудня 1988).